# Udasi
Udasi est un terme utilisé pour désigner une secte, un courant religieux qui s'est inspiré du sikhisme. Udasi vient du sanskrit udasin : celui qui est indifférent aux attachements terrestres, un stoïcien, un mendiant. Baba Sri Chand (1494-1629), le fils ainé de Guru Nanak, le gourou fondateur du sikhisme a créé ce mouvement. Udasi s'est détaché au cours des siècles du sikhisme pour se tourner vers l'hindouisme. À son début, l'Udasi vénérait Guru Nanak et le livre saint du sikhisme : le Guru Granth Sahib. Aujourd'hui des dieux hindous sont priés ; des pujas sont exécutés et la règle stricte des sikhs des Cinq K n'est pas appliquée. Udasi a un deuxième sens : ce mot désigne la vingtaine d'années pendant laquelle Guru Nanak était en voyage pour prêcher. Dans ce sens, Udasi signifie une absence prolongée de la maison.